# Cornelia Guest
Cornelia Cochrane Churchill Guest (Palm Beach, 28 de novembro de 1963) é uma atriz e escritora americana.

## Filmografia

### Cinema
| Ano  | Título                     | Papel                 | Notas          |
| ---- | -------------------------- | --------------------- | -------------- |
| 2004 | Volare                     | Irma Steele           | Curta-metragem |
| 2006 | The Lost                   | Mãe da Katherine      |                |
| 2006 | Zoom                       | Mãe da Cindy          |                |
| 2007 | Quake                      | Professora de inglês  | Curta-metragem |
| 2007 | Medium                     | Meridith              |                |
| 2007 | I Know Who Killed Me       | Dra. Hannah Sommerly  |                |
| 2008 | Gardens of the Night       | Sra. Feeney           |                |
| 2010 | The Best and the Brightest | Mãe do Spence         |                |
| 2010 | Seamus and Magellan        | Mary                  | Curta-metragem |
| 2016 | Carrie Pilby               | Sra. Rubin            |                |
| 2019 | Carte Blanche              | Andrea Miller         | Curta-metragem |
| 2020 | BAB                        | Enfermeira Bennington |                |
| 2021 | The Shuroo Process         | Jane                  |                |
| 2022 | 9 Bullets                  | Jennifer              |                |
| 2024 | Oh Canada                  | Jessie Chapman        |                |

### Televisão
| Ano  | Título                  | Papel            | Notas                |
| ---- | ----------------------- | ---------------- | -------------------- |
| 2017 | Twin Peaks              | Phyllis Hastings | 2 episódios          |
| 2020 | Driven to the Edge      | Sra. Montgomery  | Filme de TV          |
| 2022 | American Horror Stories | Cassie Brooks    | Episódio: "Facelift" |